# Episodi di Teheran (seconda stagione)
La seconda stagione della serie televisiva Teheran , composta da 8 episodi, è stata pubblicata in prima visione sia negli Stati Uniti che in Italia da Apple TV+ dal 6 maggio 2022 al 17 giugno 2022.                     
| nº | Titolo originale | Titolo italiano                    | Pubblicazione originale | Pubblicazione Italia |
| -- | ---------------- | ---------------------------------- | ----------------------- | -------------------- |
| 1  | 13,000           | 13.000                             | 6 maggio 2022           | 6 maggio 2022        |
| 2  | Change of Plan   | Cambio di programma                | 6 maggio 2022           | 6 maggio 2022        |
| 3  | PTSD             | Disturbo da stress post traumatico | 13 maggio 2022          | 13 maggio 2022       |
| 4  | The Rich Kids    | I ragazzi ricchi                   | 20 maggio 2022          | 20 maggio 2022       |
| 5  | Double Fault     | Doppio fallo                       | 27 maggio 2022          | 27 maggio 2022       |
| 6  | Faraz's Choice   | La scelta di Faraz                 | 03 giugno 2022          | 03 giugno 2022       |
| 7  | Betty            | Betty                              | 10 giugno 2022          | 10 giugno 2022       |
| 8  | Blood Funeral    | Funerale di sangue                 | 17 giugno 2022          | 17 giugno 2022       |